# Dragging a Dead Deer Up a Hill
| Recensione       | Giudizio |
| ---------------- | -------- |
| Drowned in Sound | 9/10     |
| AllMusic         |          |
| Metacritic       | 80/100   |
| PopMatters       | 9/10     |
| Pitchfork        | 8.2/10   |

Dragging a Dead Deer Up a Hill è il quinto album in studio della musicista e cantante statunitense Grouper, pubblicato il 10 giugno 2008. La fotografia in copertina ritrae la stessa cantante da piccola vestita da strega. Si tratta di un album dominato da un'atmosfera cupa e misteriosa, efficacemente riflessa nelle liriche, anch'esse di difficile comprensione, tanto metaforicamente quanto testualmente (come nel caso di Invisible),  mai spiegate da Grouper, da sempre restia a lasciare delucidazioni sulla sua musica.

## Tracce
1. Disengaged - 4:16
2. Heavy Water / I'd Rather Be Sleeping - 2:53
3. Stuck - 5:59
4. When we Fall - 2:07
5. Traveling Through a Sea - 4:23
6. Fishing Bird (Empty Gutted in the Evening Breeze) - 3:51
7. Invisible - 3:35
8. I'm Dragging a Dead Deer Up a Hill - 2:21
9. A Cover Over - 2:48
10. Wind and Snow - 4:30
11. Tidal Wave - 5:35
12. We've All Gone to Sleep - 3:03